# XVI dinastia egizia
La XVI dinastia egizia è stata una dinastia faraonica dell'antico Egitto; regnò nella sola regione di Tebe (Alto Egitto) per un settantennio (circa 1650–1580 a.C.). Principale fonte d'informazioni al riguardo è una porzione gravemente danneggiata e incompleta del Papiro dei Re (o Canone reale) conservato al Museo egizio di Torino, che elenca i nomi di almeno 15 enigmatici esponenti della dinastia.
La determinazione dei regnanti e/o pseudoregnanti che la compongono, così come la loro collocazione cronologica, sono quantomai difficoltose per gli studiosi, dal momento che le informazioni su questi "nebulosi" personaggi sono pressoché inesistenti e "le poche [notizie] pervenuteci non presentano interesse storico": i loro nomi non compaiono in celebri e fondamentali liste reali egizie quali la Sala degli antenati di Thutmose III, la Lista di Abido e la Lista di Saqqara, bensì in esigui oggetti, come piccoli scarabei, e iscrizioni recanti i loro cartigli spesso incompleti.
Unitamente alla contemporanea XV dinastia e alla XVII dinastia (che invece successe cronologicamente alla XVI a Tebe), questa dinastia forma la fase della storia egizia denominata "Secondo periodo intermedio" (circa 1650–1550 a.C.), un periodo instabile e caotico che vide la divisione dell'Alto e Basso Egitto fra i faraoni di Tebe e i sovrani hyksos della XV dinastia, invasori asiatici d'origine semita installatisi ad Avaris, nel delta del Nilo, intorno alla metà del XVII secolo a.C.. Per questo motivo coloro che li ritengono vassalli degli invasori chiamano, talvolta, i governanti della XVI dinastia "Piccoli Hyksos", tracciando un parallelismo con i "Grandi Hyksos", cioè la XV dinastia degli occupanti asiatici.

## Identificazione
Per quanto riguarda gli autori che forniscono frammenti dei perduti Aegyptiaca di Manetone (l'antica fonte canonica di informazioni sulle dinastie egizie), la XVI dinastia è denominata dal più affidabile Sesto Giulio Africano, supportato anche dal bizantino Giorgio Sincello, con l'espressione "Re–pastori [Hyksos]", mentre Eusebio di Cesarea la definì tebana. Stando a quanto riporta Giorgio Sincello nella sua Ecloga Chronographica, Manetone riferiva solamente: 
(Manetone, Aegyptiaca, Fr. 45)

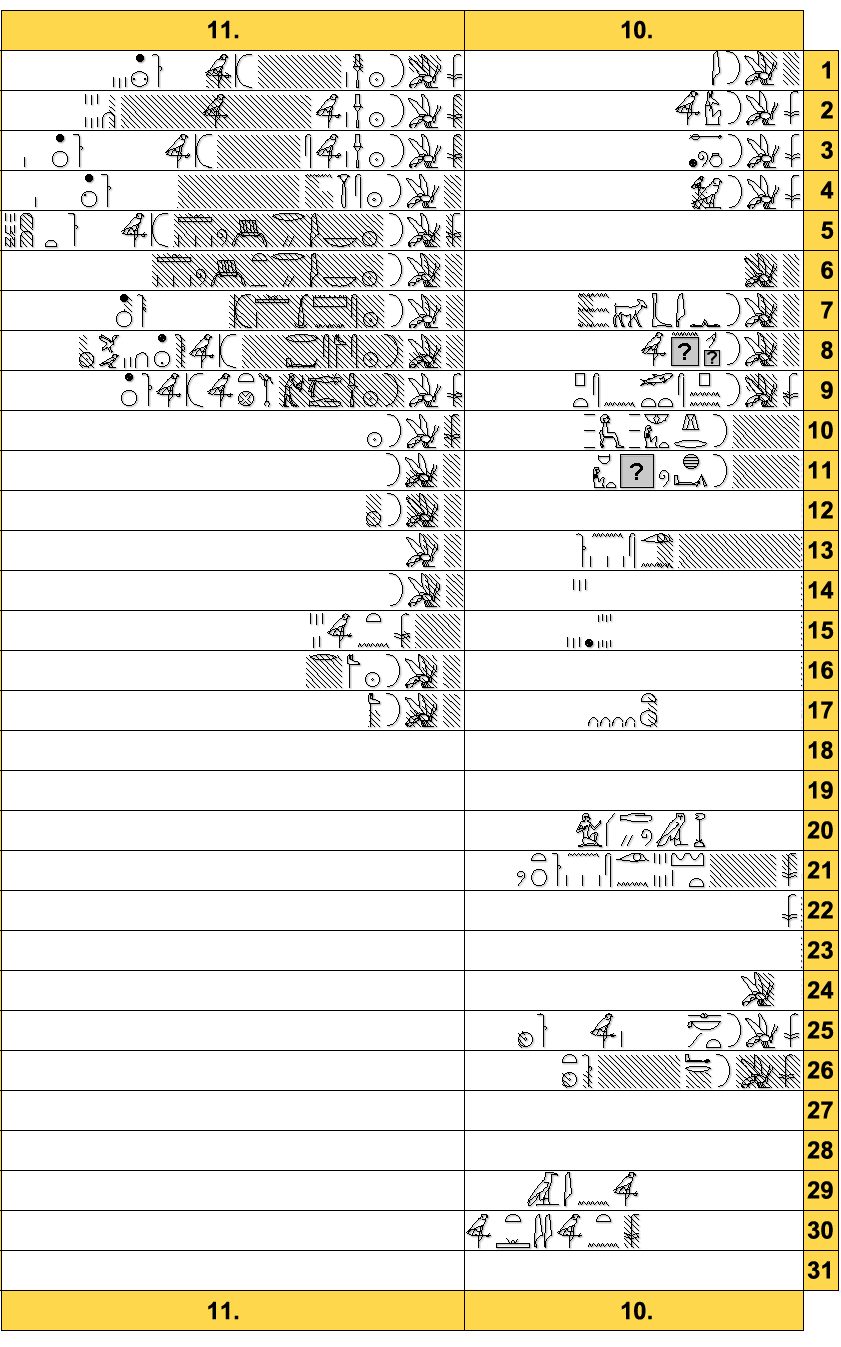
Ricostruzione del Papiro dei Re. La colonna 10 (fila 30) e la colonna 11 (file 1–15) corrispondono alla XVI dinastia.

A parte l'ormai assodata inesattezza nel computo degli anni, il dato rilevante è quello confermato secondo cui si sarebbe trattato di re "stranieri" o comunque correlati con la supremazia delle popolazioni semite insediatesi nel delta del Nilo. 
Ricostruendo l'assai frammentario Papiro dei Re del Museo egizio di Torino, l'egittologo danese Ryholt (1997), seguito da Bourriau (2003), ha identificato una serie di sovrani regnanti da Tebe con la XVI dinastia descritta da Manetone, benché si tratti di una delle conclusioni "più discutibili e impegnative" di Ryholt; per questa ragione, altri studiosi hanno rifiutato l'ipotesi di Ryholt, limitandosi a constatare l'insufficienza di prove che porterebbero a interpretare come tebana la XVI dinastia.

## Storia
Fatta eccezione per i nomi dei re, i dati conservatisi per questo periodo sono esigui a causa della sostanziale inesistenza di resti archeologici: per questo gli egittologi devono ricorrere ad analisi comparative di una cronologia relativa basata, a sua volta, su ritrovamenti assai scarsi.

### Invasione degli Hyksos
La caduta della XIII (1803–1649 a.C.) e della contemporanea XIV dinastia fu segnata dal dilagare degli Hyksos nel delta del Nilo e in vastissime aree dell'Egitto e infine dalla stabile occupazione di queste ultime come uno Stato organizzato, con capitale Avaris, retto dalla XV dinastia dei capi invasori. Parallelamente alla formazione della straniera XV dinastia nel nord dell'Egitto, da cui controllava la maggior parte del territorio egizio, Kim Ryholt ha proposto l'esistenza di una ventennale dinastia di Abido, sorta in concomitanza con la XVI dinastia, che avrebbe governato su Abido e dintorni: tale ipotesi è discutibile e non gode di pieno consenso all'interno della comunità scientifica. È però certo che la XVI dinastia fu minacciata a sud dal regno di Kush, che già alla fine della XIII dinastia aveva approfittato della debolezza di quei faraoni per avanzare e occupare la parte meridionale dell'Alto Egitto, giungendo a dominare la città di Elefantina sulla prima cateratta del Nilo così come Kurgus tra la quarta e la quinta cateratta. Con la pressione degli Hyksos a nord e dei Kushiti a sud, nell'Alto Egitto si produsse un vuoto di potere che i governanti locali, forse imparentati con gli eredi della vecchia XIII dinastia, tentarono di colmare: proprio a questi è attribuita la dicitura di "XVI dinastia egizia". L'area d'influenza di tale dinastia non si discostò generalmente dai territori intorno a Tebe, anche se esistono indizi che abbia governato anche tra Hu/Het ed Edfu, essendo fortemente limitata a settentrione dagli Hyksos e a meridione dai Kushiti.

### Carestia e occupazione di Tebe

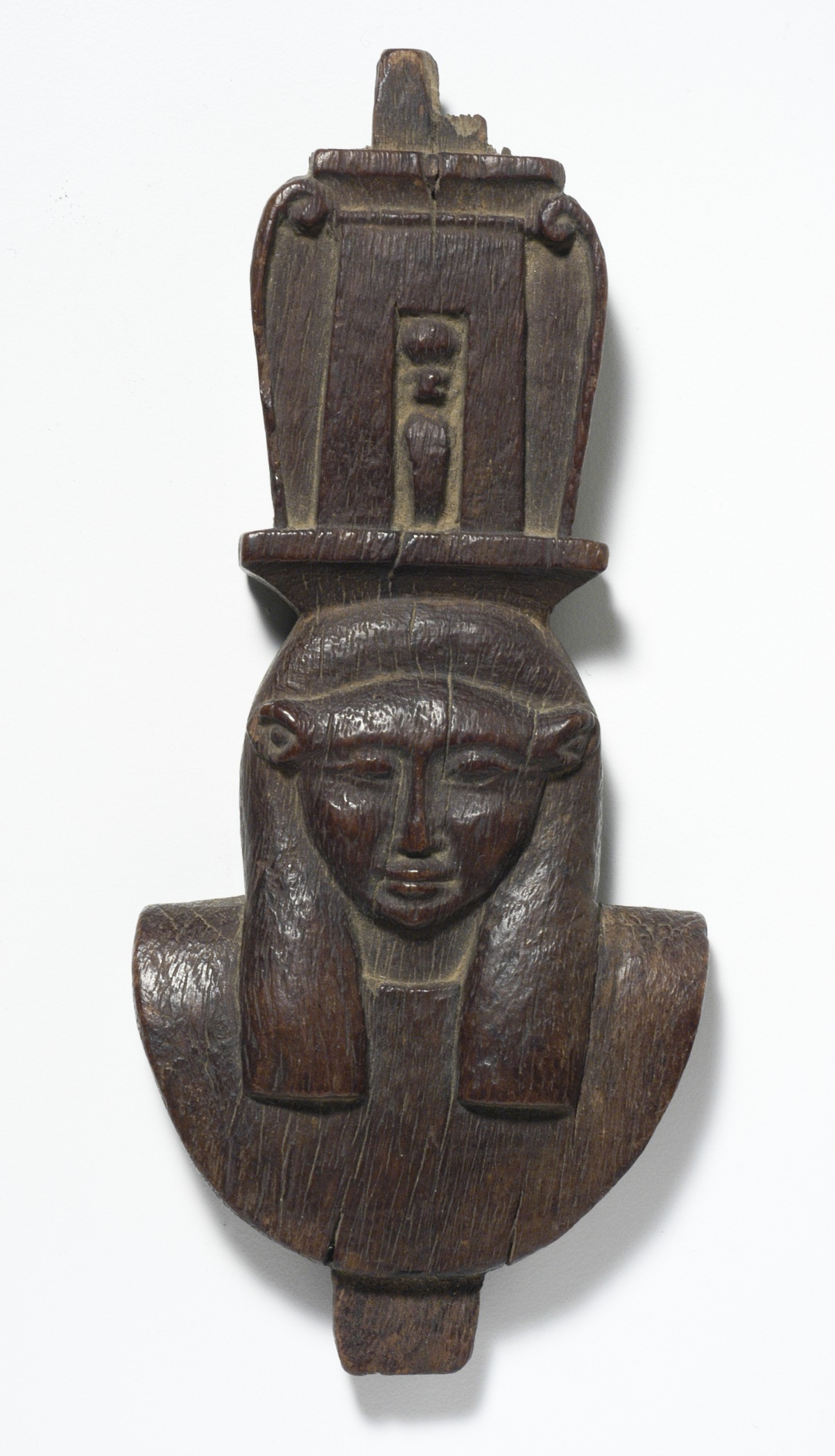
Testa di Hathor risalente alla XVI dinastia. Los Angeles County Museum of Art.

La durata della XVI dinastia fu segnata dal continuo susseguirsi di principi, vassalli, regoli (cioè re di poco conto) e capi locali, dalle carestie e, infine, dall'assedio della stessa Tebe: le armate della XV dinastia, espugnando una città dopo l'altra, penetrarono inesorabilmente nel cuore dell'Egitto e assediarono Tebe, conquistandola. Non si sa come gli Egizi siano riusciti a riprendersi la propria capitale e i territori sopra Abido: è probabile che abbiano negoziato qualche patto con cui fu stipulata la pace destinata a durare fino alla grande guerra di liberazione dell'Egitto di Seqenenra Ta'o (1558–1555 a.C.), Kamose (1555–1550 a.C.) e Ahmose I (1550–1525 a.C.). La carestia, che infieriva sull'Alto Egitto già dalla fine della XIII e XIV dinastia, mise a dura prova il territorio anche al tempo della XVI dinastia, soprattutto durante il brevissimo regno di Neferhotep III (1629–1628 a.C.). Nel suo studio sul Secondo periodo intermedio, Kim Ryholt ha ipotizzato che re Dedumose I, uno degli ultimi re della XVI dinastia, abbia invocato una tregua, anche se già uno dei suoi predecessori, Nebirau I, potrebbe aver goduto di maggiori successi facendo del proprio regno un periodo di pace. La XVI dinastia si sarebbe però esaurita proprio in occasione della crisi tebana, lasciando posto alla XVII dinastia che si sarebbe fatta garante della liberazione del Paese. 

### Necropoli
Benché non sia stata localizzata alcuna tomba appartenente a esponenti della XVI dinastia, sembra verosimile che la loro necropoli si trovasse a Dra Abu el-Naga, in seguito necropoli della XVII dinastia, nei pressi di quella di Tebe: qui fu scoperta da parte dell'avventuriero italiano Joseph Passalacqua (1797–1865) la sepoltura della "grande sposa reale" Mentuhotep, consorte del faraone Sekhemra-Sementaui Djeuti (1650 a.C. circa), da alcuni identificato come secondo sovrano di questa dinastia. Sulla bara di Mentuhotep è stata rinvenuta la più antica occorrenza conosciuta delle formule confluite nel Libro dei morti, il che potrebbe indicare la necessità dei tebani di disporre di nuovi testi per i riti funerari, non potendo accedere agli archivi degli scribi di Menfi.

## Re
Gli studiosi hanno proposto varie liste e classificazioni cronologiche dei sovrani di questa confusa dinastia. Tali elencazioni rispecchiano, sostanzialmente, due correnti di pensiero: la prima intende la XVI dinastia come un mero gruppo di vassalli dei re hyksos, come hanno sostenuto gli egittologi Jürgen von Beckerath, Wolfgang Helck e Nicolas Grimal (quest'ultimo sostiene che il faraone hyksos Apopi avrebbe "delegato una parte della sua autorità" alla vassalla XVI dinastia, solo "impropriamente" ritenuta una dinastia); la seconda ipotizza che la XVI dinastia abbia governato su un regno tebano indipendente, quasi un ultimo baluardo della cultura egizia accerchiata da invasori stranieri (sembra che Tebe abbia però pagato regolari tributi ad Avaris), come proposto da Kim Ryholt. 
L'egittologo britannico Alan Gardiner si soffermò sulla problematicità "regalità" di molti esponenti della XVI dinastia. Il solo ricordo di molti di questi è spesso costituito da sigilli cilindrici e scarabei scoperti in zone anche molto distanti fra di loro, come la Palestina meridionale e Kerma in Nubia (Sudan). Un paio di essi, Anater e Semqen, possono essere inquadrati come sovrani hyksos in virtù del loro appellativo, archeologicamente attestato, di capotribù; Yacob-her e Sheshi (che Gardiner chiama proprio con i loro nomi regali, rispettivamente Meruserra e Maaibra) fecero racchiudere il proprio nome in cartigli regali; Yamu (come re, Nebuserra) e ancora Sheshi si fregiarono dell'orgoglioso epiteto di "Figlio di Ra" (s3 rˁ, sa-Ra): a dispetto di ciò, così Gardiner commentò questo sfoggio di regalità: 
(A. Gardiner)
Tali cartigli, titoli e nomi regali compaiono infatti su oggetti di scarso valore, ben poco regali e facilmente trasportabili come piccoli e fragili scarabei, ma mai su monumenti o su epigrafi su roccia, a differenza di altri faraoni, meno discutibili, della loro medesima epoca. L'egittologo italiano Franco Cimmino ha interpretato la dinastia come poco meno che fittizia, nel senso che si sarebbe trattato di un insieme "piuttosto disordinato, rissoso e non organico" di principi, vassalli, re e capi locali (e quindi non propriamente una "dinastia") controllati dai sovrani hyksos della XV dinastia, per l'occasione chiamati "Grandi Hyksos" in parallelo ai "Piccoli Hyksos" o "Governatori Hyksos" della stessa XVI dinastia. 

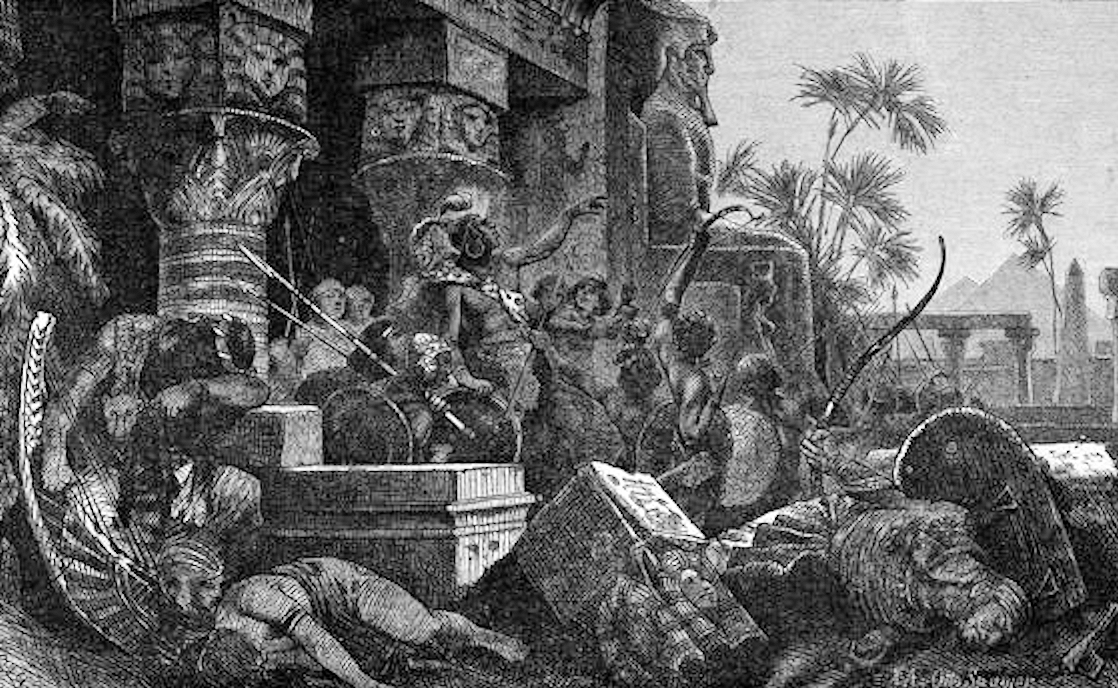
L'invasione degli Hyksos immaginata dall'illustratore tedesco Hermann Vogel (1854–1921).

(F. Cimmino)

### Vassalli degli Hyksos?
La lista tradizionale dei sovrani della XVI dinastia raggruppa re ritenuti vassalli degli Hyksos, alcuni dei quali sono noti con nomi semitici come Semqen e Anater. L'elenco differisce da studioso a studioso: di seguito è fornita l'autorevole lista proposta da Jürgen von Beckerath nel suo Handbuch der ägyptischen Königsnamen. La lista proposta da Wolfgang Helck, che pure riteneva la XVI dinastia una linea di vassalli degli Hyksos del Basso Egitto, è leggermente diversa. Molti dei dinasti di seguito elencati nell'ipotesi che fossero vassalli della contemporanea XV dinastia possono anche essere ascritti alla XIV dinastia, nell'ipotesi alternativa che XVI dinastia regnasse su uno Stato indipendente dagli Hyksos insediato in Tebe. La loro disposizione cronologica è largamente dibattuta.
| Nome             | Date | Osservazioni |
| ---------------- | ---- | --- |
| Anater           |      | Forse un principe della XV dinastia, oppure un capotribù cananeo contemporaneo alla XII dinastia. Anat era una popolare dea semitica. |
| Aperanat         |      | Forse ascrivibile all'inizio della XV dinastia. Anche questo nome comprende un riferimento alla semitica dea Anat.                    |
| Semqen           |      | Forse ascrivibile all'inizio della XV dinastia.                                                                                       |
| Seker-her        |      | Capotribù cananeo forse ascrivibile all'inizio della XV dinastia.                                                                     |
| Ipepi            |      | Nome che potrebbe riferirsi a più di un sovrano                                                                                       |
| Sheshi           |      | Forse ascrivibile all'inizio della XIV dinastia. Si attribuì il titolo faraonico di "Figlio di Ra" (s3 rˁ, sa-Ra).                    |
| Yacob-her        |      | Forse ascrivibile alla tarda XIV dinastia. Gardiner accostò questo nome a quello del biblico Giacobbe.                                |
| Yamu             |      | Si attribuì il titolo faraonico di "Figlio di Ra" (s3 rˁ, sa-Ra).                                                                     |
| Yakebmu          |      | |
| Amu              |      | |
| Pepi III         |      | |
| Hepu             |      | Forse ascrivibile alla XIV dinastia.                                                                                                  |
| Anati            |      | |
| ...ka Bebenem    |      | |
| Nebmaatra        |      | Forse ascrivibile alla XVII dinastia.                                                                                                 |
| Aahotepra        |      | |
| Anetrira         |      | |
| Meribra          |      | |
| Nebuankhra       |      | Sovranità dibattuta. |
| Nikara           |      | Sovranità dibattuta. |
| [...]kara        |      | |
| [...]kara        |      | |
| [...]kara        |      | |
| Sharek           |      | |
| Uazad            |      | Forse ascrivibile alla XIV dinastia.                                                                                                  |
| Keur (Kareh?)    |      | Forse ascrivibile alla XIV dinastia.                                                                                                  |
| Chenes (Chenen?) |      | Forse ascrivibile alla XIV dinastia.                                                                                                  |
| Inek[...]        |      | |
| A[...]           |      | |
| Ip... (Apopi)    |      | |
| Hibe             |      | |
| Aped             |      | Nome incerto. |
| Hapi             |      | |
| Shemsu           |      | Forse ascrivibile alla XIV dinastia.                                                                                                  |
| Meni[...]        |      | Forse ascrivibile alla XIV dinastia.                                                                                                  |
| Uerka[...]       |      | Forse ascrivibile alla XIV dinastia.                                                                                                  |

Attestazioni archeologiche

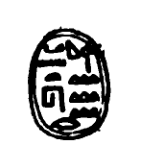
Anater.
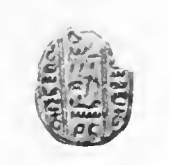
Aperanat.
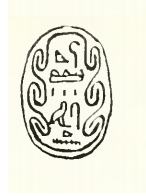
Semqen.
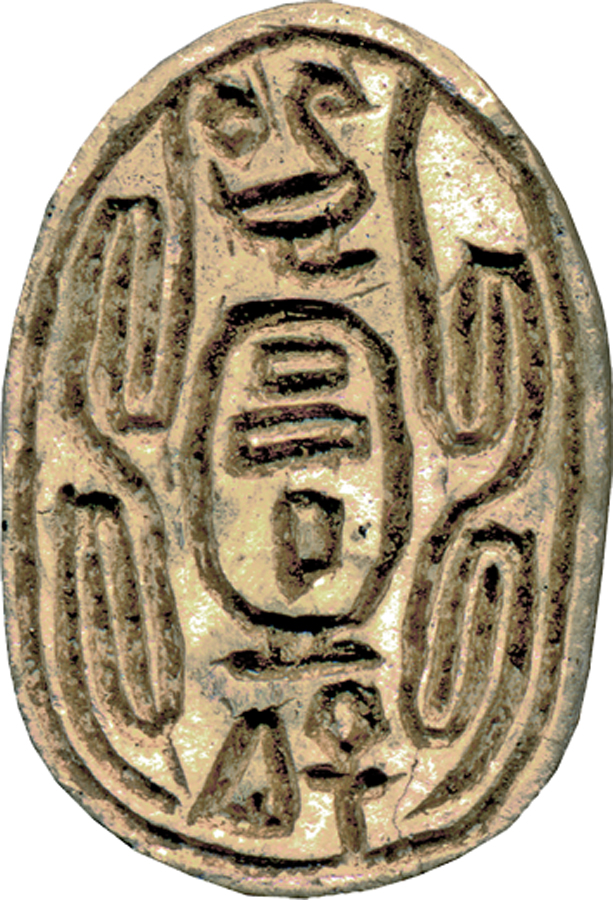
Sheshi.
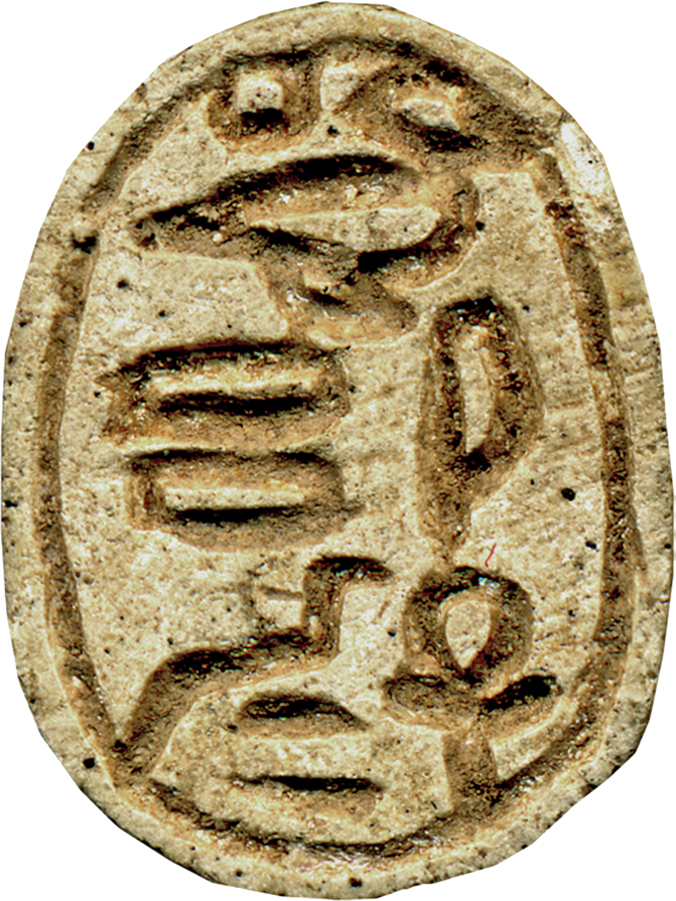
Sheshi.
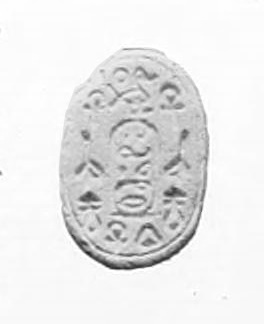
Yacob-her.
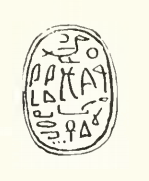
Yacob-her.
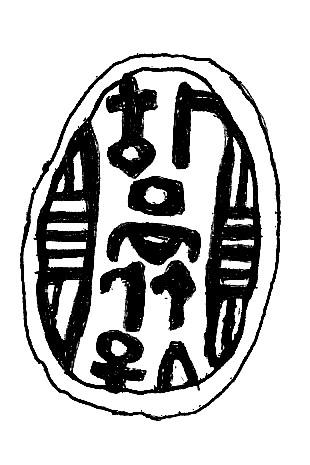
Yamu.
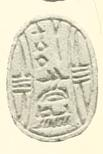
Yakebmu.
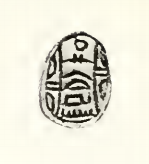
Yakebmu.
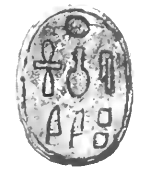
Ipopi Seneferkhra.
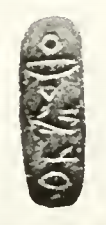
Nebmaatra.
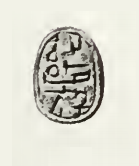
Aahotepra.
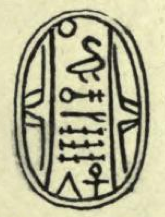
Aahotepra.
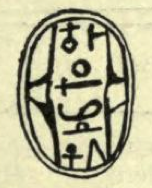
Aahotepra.
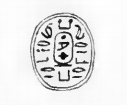
Meribra.
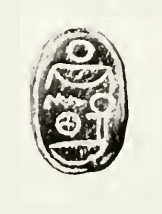
Nebuankhra.
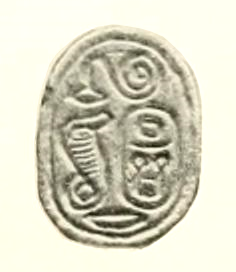
Nikara.
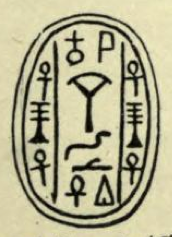
Uazad.
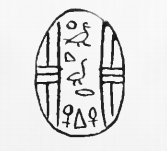
Keur.
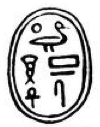
Chenes.

### Regno tebano indipendente?
Nel suo studio del 1997 sul Secondo periodo intermedio, l'egittologo danese Kim Ryholt sostiene che la XVI dinastia avrebbe regnato su un regno indipendente limitato alla regione di Tebe; secondo la sua ricostruzione del Papiro dei Re, 15 sovrani potrebbero essere associati alla dinastia, molti dei quali attestati da fonti contemporanee. Mentre buona parte di essi avrebbe effettivamente governato sulla città di Tebe e sui territori circostanti, altri dei nomi elencati potrebbero appartenere a prìncipi che regnarono su città come Abido, Nekheb ed Edfu. Durante il regno di Nebirau I il territorio controllato dalla XVI dinastia si estese a settentrione almeno fino a Hu/Het (Diospolis Parva) e a meridione fino alla stessa Edfu. Non compare nel Papiro dei Re (secondo la ricostruzione di Ryholt) il re Upuautemsaf, che lasciò il proprio ricordo su una stele ad Abido e fu verosimilmente un regolo (cioè un re dal potere assai limitato, anche territorialmente) dell'effimera dinastia locale di Abido.
Ryholt ha ricostruito la linea di successione della XVI dinastia come segue. Altri come Helck, Vandersleyen e Bennet uniscono alcuni di questi governanti con la XVII dinastia.
| Nome            | Date           | Osservazioni                                       | Immagine |
| --------------- | -------------- | -------------------------------------------------- | -------- |
| sconosciuto     | 1649–1648 a.C. | Nome perduto in una lacuna del Papiro dei Re.      |          |
| Djeuti          | 1648–1645 a.C. |                                                    |          |
| Sobekhotep VIII | 1645–1629 a..  |                                                    |          |
| Neferhotep III  | 1629–1628 a.C. |                                                    |          |
| Mentuhotep VII  | 1628–1627 a.C. |                                                    |          |
| Nebirau I       | 1627–1601 a.C. |                                                    |          |
| Nebirau II      | 1601 a.C.      |                                                    |          |
| Semenenra       | 1601–1600 a.C. |                                                    |          |
| Bebankh         | 1600–1588 a.C. |                                                    |          |
| Sheduast        | 1588 a.C.      |                                                    |          |
| sconosciuto     | 1588–1582 a.C. | Cinque re perduti in una lacuna del Papiro dei Re. |          |

Ulteriori cinque re sono ascritti alla XVI dinastia da parte di Kim Ryholt, ma la loro posizione cronologica è incerta. Si potrebbe trattare degli ultimi cinque nomi scomparsi dal Papiro dei Re:
| Nome         | Date                       | Osservazioni                                  |  |
| ------------ | -------------------------- | --------------------------------------------- |  |
| Dedumose I   | Tra il 1588 e il 1582 a.C. | Potrebbe aver chiesto una tregua agli Hyksos. |  |
| Dedumose II  | Tra il 1588 e il 1582 a.C. |                                               |  |
| Montuemsaf   | Tra il 1588 e il 1582 a.C. |                                               |  |
| Mentuhotep V | Tra il 1588 e il 1582 a.C. |                                               |  |
| Sesostri IV  | Tra il 1588 e il 1582 a.C. | Un suo colosso è stato scoperto a Karnak.     |  |